# Mayung Sari
Mayung Sari is een bestuurslaag in het regentschap Purworejo van de provincie Midden-Java, Indonesië. Mayung Sari telt 1105 inwoners (volkstelling 2010).